# Satanski stihovi
„Satanski stihovi“ je četvrti roman Salmana Rušdija, prvi put objavljen 1988. godine. Roman je delimično inspirisan životom proroka Muhameda. Naišao je na podeljena mišljenja kritičara i čitalačke publike, naročito u Velikoj Britaniji, kao i na velike kontroverze u muslimanskim zajednicama širom sveta, zbog navodnog vređanja islama.

## Sinopsis

#### Osnovna priča
Glavni junaci romana su indijski emigranti u Engleskoj, što je čest slučaj kod Rušdija. Dva glavna junaka, Džibril Farišta i Saladin Čamča, obojica su glumci indijskog porekla. Farišta je bolivudska zvezda, specijalizovan za tumačenje likova božanstava, dok je Čamča emigrant koji je raskrstio sa svojim indijskim poreklom i pozajmljuje glas animiranim likovima u Engleskoj.
Na početku romana, njih dvojica su zarobljeni u otetom avionu koji leti iz Indije u Englesku. Avion eksplodira iznad Lamanša, ali oni preživljavaju na čudesan način. Nakon pada, obojica doživljavaju magičnu transformaciju, u kojoj Farišta prima obličje arhangela Gavrila (prema Islamu Džibrila), a Čamča đavola. Nakon što su pronađeni na plaži, Čamču odvodi policija dok Farišta ne čini ništa da bi mu pomogao i na taj način se njih dvojica razdvajaju.
Oba lika trude se da srede svoje rasturene živote. Farišta pronalazi svoju izgubljenu ljubav, englesku alpinistkinju Eli Koun, ali počinje sve više da pokazuje znake psihičkih poremećaja. Nakon što ponovo poprima ljudski oblik, Čamča traži način da se osveti Farišti što mu nije pomogao nakon što su pali sa neba, i rastura njegovu vezu sa Eli koristeći se njegovom patološkom ljubomorom. Farišta shvata šta mu je Čamča učinio, ali mu oprašta i čak mu spasava život u požaru koji je sam izazvao tokom jedne od svojih psihičkih kriza.
Nakon toga, obojica se vraćaju u Indiju, gde Farišta ponovo počinje da se bavi glumom, a Čamča neguje oca na samrti. U novom napadu patološke ljubomore, Farišta ubija Eli i izvršava samoubistvo. Čamča, koji je dobio oproštaj od Farište, ponovo se zbližio sa ocem od koga je dugo bio otuđen i pronašao svoje indijske korene, odlučuje da ostane u Indiji.

#### Sekvence snoviđenja
Kroz priču se ponavlja serija magijskih snoviđenja pripisanih Farištinom bolesnom umu, međusobno povezanih mnogim tematskim detaljima, ali pre svega zajedničkim motivima otkrivenja, religije, fanatizma i sumnje. Sekvenca koju su muslimani najviše protumačili kao uvredljivu zapravo je parafraza života proroka Muhameda, koji je u romanu nazvan Mahaund. Centralni motiv ove epizode su Satanski Stihovi, kojima prorok prvo objavljuje da stara politeistička božanstva imaju svoje mesto u novoj religiji, da bi zatim odbacio kao otkrivenje koje mu je podmetnuo Šejtan. Prorok ima dva glavna protivnika: demonsku sveštenicu Hind i satiričnog pesnika Baala. Nakon proterivanja proroka i njegovog trijumfalnog povratka, Baal se skriva u javnoj kući u kojoj prostitutke preuzimaju identitete prorokovih žena, dok jedan od prorokovih učenika menja delove Kur'ana dok mu ih prorok diktira. Ova dva motiva naročito su protumačena kao uvredljivi u muslimanskoj zajednici.
Druga sekvenca snoviđenja govori o indijskoj seljančici Ajši, koja tvrdi da razgovara sa arhangelom Džibrilom. Ona uspeva da nagovori celo selo da pođe pešice na hodočašće u Meku, tvrdeći da će moći da hodaju preko Arabijskog mora. Hodočašće se završava katastrofalnim klimaksom u kome vernici ulaze u more i nestaju, a svedočenja očevidaca se drastično razlikuju po pitanjima da li su se svi jednostavno udavili ili su uspeli da hodaju po dnu mora.
Radnja treće sekvence odvija se krajem 20. veka i govori o fanatičnom religijskom vođi u izgnanstvu, nazvanom Imam. Ovaj lik jasno aludira na Homeinijevo izgnanstvo u Parizu, ali je različitim ponavljajućim motivima takođe baziran na pomenutom liku proroka.

## Kontroverze
Satanski stihovi izazvali su veliko negodovanje muslimana širom sveta, koji su roman protumačili kao bogohulan i uvredljiv. Knjiga je zabranjena u Indiji, spaljivana na protestima u Velikoj Britaniji i izazvala je nerede u Pakistanu. U tom se djelu pojavljuje lik imama, verskog fanatika i zlog luđaka, koji se nakon godina emigracije na Zapadu vraća kući s prezirom prema zapadnoj kulturi. Neki muslimani tvrdili su da Rušdi likom pokušava diskreditirati njihovog poslanika Muhameda, a drugi kako se radi o iranskom ajatolahu Ruholahu Homeiniju koji je lično izdao fetvu (vjerski proglas) osuđujući Rušdija i njegovo delo. Prevod fetve, čiji tekst su objavili britanski mediji, glasi:
Mi smo od Allaha i Allahu ćemo se vratiti. [stih iz Kurana] Obavještavam sve hrabre muslimane svijeta da su autor Satanskih stihova, teksta koji je napisan, uređen, i objavljen protiv Islama, proroka Islama, i Kurana, kao i svi urednici i izdavači koji su bili svjesni njegovog sadržaja, osuđeni na smrt. Pozivam sve prerušene muslimane gdje god da se nalaze u svijetu da ih ubiju bez odlaganja, kako se više nikad niko ne bi usudio da vrijeđa sveta vjerovanja muslimana. Ko kod bude ubijen izvršavajući ovaj cilj postaće mučenik, Inšallah. U međuvremenu, ako neko ima pristup autoru knjige ali nije u mogućnosti da izvrši egzekuciju, treba obavijestiti [druge] ljude kako bi [Rušdi] bio kažnjen za svoja djela.
Britanski mediji su kasnije objavili i da „iranski vođa nudi nagradu od par miliona dolara za njegove krvnike”. Visoki iranski zvaničnici godinama su odbacivali takve optužbe, a iranski ministar spoljnih poslova Kamal Harazi 24. septembra 1998. izjavio je da „iranska vlada nema nikakvih namjera odnosno planova o neposrednom ili posrednom ugrožavanju autorovog života i ličnostima povezanih s njegovim delom”. Nekoliko dana kasnije, prilikom poseta sedištu Ujedinjenih naroda, iranski predsednik Muhamed Hatami kontroverzu je nazvao „završenim slučajem”.
Britanski autori kao što su Baqer Moin i Kenan Malik ističu da kontroverze oko „Sotonskih stihova” nisu verski već politički motivisane, te da su počele u novembru 1988. prilikom izbora u Indiji gdje su muslimanski tvrdolinijaši napali Rušdijevo delo zbog prikupljanja političkih poena. Knjiga je ubrzo zbog izazivanja sve većih sukoba zabranjena prvo u Indiji, a potom i u nekim nemuslimanskim državama kao što su Kenija, Tanzanija, Venecuela, Tajland, Singapur i Južnoafrička Republika. S druge strane, „Sotonski stihovi” nisu zabranjeni u Iranu koji je bio centrom medijskih kontroverzi, niti je zabranu knjige predlagao sam Homeini. Autor Homeinijeve biografije Baqer Moin navodi da je iranski profesor u službi vlade napravio je opsežni osvrt Rušdijeve knjige na 700 strana i u sažetom ga obliku poslao u ured Homeinija koji je nakon pročitanog izjavio: „Svet je oduvek bio pun luđaka koji pričaju besmislice i zato na ovo ne treba niti reagovati. Smatrajte to nevažnim.” Sam Salman Rušdi ranije je bio popularan u Iranu gdje je njegovo delo „Sram” (1983) osvojilo nagradu iranske vlade za najbolji prevod godine, a jednako dobro primljeni su i „Satonski stihovi”: novela je naišla na pozitivan odek u iranskim medijima, njeni citati učestalo su se vratili na iranskim radio-stanicama, a otvorene rasprave o istoj vodile su se i na ulici i u samoj iranskoj vladi. Malik takođe ističe da iza vodeće muslimanske organizacije u Britaniji koja je oštro kritikovala Rushdija zapravo stoji salafistička Saudijska Arabija, ideološki rival šiitskom Iranu u islamskom svetu. Suočen s pretnjama smrću u samoj Britaniji, Rušdi se uz pomoć tamošnje vlade i milicije skrivao skoro čitavu deceniju i retko se pojavljivao u javnosti. Iako Rušdiju nikada nije fizički nauđeno, mnogim drugima povezanim sa knjigom jeste, uključujući Hitošija Igarašija, prevodioca knjige na japanski, koji je zbog toga ubijen 1991. godine, i Aziza Nesina, prevodioca na turski, koji je bio meta napada 1993. godine u turskom gradu Sivasu, koji se pretvorio u masakr u kome je život izgubilo 37 ljudi.

## Literarni uticaji
Uticaji drugih literarnih dela na Rušdijeve Satanske stihove su već duže vreme predmet interesovanja književnih analitičara. Rušdi je priznao uticaje Vilijema Blejka i romana „Majstor i Margarita“ Mihaila Bulgakova. Među ostalim vidnim uticajima su indijski ep „Mahabharata“ i priče iz „Hiljadu i jedne noći“.

## Nagrade
Satanski stihovi bili su nominovani za prestižnu Bukerovu nagradu 1988. godine (koju je Rušdi prethodno osvojio romanom Deca ponoći, 1981), ali je nagradu dobio roman Pitera Kerija Oskar i Lusinda. Sa druge strane, roman je dobio Vajtbred nagradu za roman godine.

## Literatura
- Malik, Kenan (2009). Exploding the fatwa myths. London: The Guardian.
- Forsythe, David (2009). Encyclopedia of human rights. New York: Oxford University Press. ISBN 9780195336887. OCLC 252584097.
- Jergović, Miljenko (23. augusta 2010). Rushdie. Zagreb: Jergovic.com. Проверите вредност парамет(а)ра за датум: |date= (помоћ)
- Moin, Baqer (1999). Khomeini: Life of the Ayatollah. New York: Thomas Dunne books. ISBN 9780312264901. OCLC 610925833.
- Rushdie, Salman (2010). About Salman. London: Salman-Rushdie.com.